# Ђорђо Вазари
Ђорђо Вазари (итал. Giorgio Vasari; Арецо, 30. јул 1511 — Фиренца, 27. јун 1574) био је италијански маниристички сликар, архитекта и писац познате књиге „Животи најсјајнијих сликара, вајара и архитеката”. Радио је у галерији Уфици (итал. Uffizi). Значајан је као историчар уметности. Његово дело Le vite de' più eccellenti pittori, scultori e architettori (Животи најсјајнијих сликара, вајара и архитеката) представља збирку од приближно 200 биографија ренесансних италијанских уметника. Дело је посвећено Козиму I Медичију. Први пут је објављено 1550. и прерађено 1568. године. Вазаријево вредновање венецијанске уметности обојено је његовом великом пристрасношћу према свему што долази из Фиренце. Такође, због обожавања Микеланђела потцењује вредност других. Ипак, упркос извесним нетачностима, Вазаријева књига је изузетно значајан извор информација који се односи на историју ренесансне уметности. Први комплетан превод на енглески језик појавио се 1850. године.

## Детињство и младост
Вазари је рођен у Арецу, који је у то време припадао Републици Фиренци. Отац му се бавио орнаменталном гранчаријом (израда украсних посуда) али 1527. године умире од куге. Препоручен у раном узрасту од свог рођака Луке Сињорелија, Вазари постаје ученик Гуљерма де Марсиље, вештог сликара витража. Након смрти оца, са својих шеснаест година овог пута на препоруку кардинала Силвија Пасеринија, послат је у Фиренцу где се придружује кругу Андреје дел Сарта и његовим ученицима Фиорентину и Понторму. У Фиренци ступа у контакт са некима од водећих хуманиста и његово хуманистичко образовање бива охрабрено. Спријатељио се са Микеланђелом који је недуго затим позван да дође у Рим, али ће његов сликарски стил временом значајно утицати на Вазаријев. Како би могао да издржава породицу, почео је да изучава архитектуру не би ли зарадио довољно новца да уда једну од својих сестара, а другу смести унутар зидина Ареца.
Након убиства његовог покровитеља, војводе Алесандра, Вазари одлучује да напусти Фиренцу. Лутао је од града до града, попуњавајући свеске белешкама и скицама. Кардинал Иполито де Медичи, папа Климент VII и војвода Козимо I Медичи су га сукцесивно ангажовали. На релацији Рим-Фиренца радио је као сликар, а током тог периода почео је да разрађује идеју писања књиге о уметницима. Једне вечери, у кући кардинала Фарнесеа, вероватно 1546. године, бискуп Ноћера говорио је о потреби за књижевним делом које би обухватало све познате уметнике. Вазари се добровољно јавио да помогне Паолу Ђовију у пројекту, али када је Ђовио одустао од писања књиге, Вазари је одлучио да настави са писањем.

## Сликарство
У тридесетим Вазари је био добро плаћен и успешан сликар, чији су радови били више или мање у Микеланђеловом стилу. Многе његове слике и даље постоје, најважније су насликане на зидовима и плафону сале Козимо у Палацо Векио у Фиренци, где су он и његови помоћници ангажовани од 1555. године. Самостално је приступио изради фрески унутар огромне куполе Дуома, које су касније завршене од стране Федерика Цукара и његовог помоћника Ђованија Балдучија. Помагао је и у организацији украшавања Студиола, мале сликарске собе са коритастим сводовима, која се налази унутар Палацо Векио објекта.

## Архитектура
Вазари је вероватно био успешнији као архитекта, него као сликар. Његова Лођа дуж галерије Уфици, покрај реке Арно, омогућава неометано пружање погледа до њеног супротног дела дугачког и уског дворишта. Представља јединствено дело урбанизма које простору омогућава да функционише као јавни трг, али и као кратка улица у ренесансном стилу. Поглед на Лођу са реке открива да је она, заједно са Вазаријевим коридором, једна од ретких грађевина која је окренута ка реци и да се уклапа у њен амбијент не нарушавајући га.
Вазаријев коридор представља уздигнут, затворени пролаз, који је грађен 1564. године по налогу војводе Козима са циљем спајања Палацо Векио са Палацо Пити која се налази на другој обали реке Арно. На свом путу, коридор пролази поред галерије Уфици, изнад кровова неколико објеката дуж обале реке, затим прелази преко моста Понте Векио, заобилази торањ Манели јер тадашњи власници нису хтели да дозволе градњу кроз торањ, те се коридор опет протеже изнад неколико зграда, све до спајања са палатом Пити. Козимо I Медичи желео је изградњом овог коридора да се неометано и слободно креће између своје резиденције и зграде Владе, а Вазари му је то омогућио након 5 месеци градње. Данас је већина коридора затворена за посетиоце.
Такође је реновирао средњевековну базилику Санта Марија Новела и цркву Светог Крста, обе у Фиренци.
Вазари је 1562. године, у граду Пистоја изградио осмоугаону куполу на базилици Госпе понизности, која је важан пример високе ренесансне архитектуре.

## Животи славних италијанских архитекти, сликара и вајара
Често називан "првим историчаром уметности", Вазари је измислио жанр енциклопедије са биографијама уметника написавши 'Le Vite de' più eccellenti pittori, scultori, ed architettori' (Животи славних италијанских архитекти, сликара и вајара). Дело је посвећено великом војводи Козиму I и први пут је објављено 1550. године. Први је користио термин "ренесанса" (rinascita) у штампи, иако је свест о "препороду" у уметности висила у ваздуху још од доба Албертија који је био одговоран за употребу термина готичка уметност, иако је користио само реч "готичка" јер ју је поистовећивао са "варварским" германским стилом. Дело "Животи" такође укључује расправу о техничким методама у уметности. Књига је делимично преписана и проширена 1568. године, са додатим портретима уметника у дрворезу.
Рад има доследну и злогласну пристрасност у корист фирентинских уметника и има тенденцију да им приписује све изуме који су откривени током ренесансе - на пример, изум гравирања. Млетачка уметност је заједно са уметностима из других делова Европе систематски игнорисана у првом издању. Између првог и другог издања, Вазари је посетио Венецију и зато је у другом издању већа пажња посвећена венецијанској уметности (коначно је укључен и Тицијан) али је то учинио без неутралне тачке гледишта. Вазаријеве биографије су често прожете са неким трачевима. Многе његове анегдоте имају истините делове, али има и оних које су фиктивне, попут приче о младом Ђоту како црта муву на површини слике која је дело Чимабуе, коју је старији мајстор у више наврата покушавао да очисти, заправо је анегдота која се приписује античком грчком сликару Апелу. Није се сконцентрисао на тачне датуме као што би то модерни историчари уметности урадили, а биографије су најпоузданије за уметнике који су живели у његово доба или у непосредној прошлости. Модерна критика - са новим материјалима које отвара истраживање - има исправљене многе његове традиционалне датуме и атрибуције.
Вазари укључује скицу сопствене биографије на крају дела, и бележи додатне детаље о себи и људима из његовог живота попут Лазара Вазарија и Франческа Салватија.

### Ђорђо Вазари - О Леонарду да Винчију
Леонардо да Винчи се бавио и вајарством, у својој младости израдио је у земљи неколико женских глава са осмехом на лицу, које су касније израђене у гипсу, као и неке дечје главе, које изгледају као да су изашле из руке мајстора, бавио се и архитектуром, радећи многе нацрте и описе разних зграда, он је први, иако још млад, повео разговор о коришћењу реке Арна и спајању Пизе и |Фиренце помоћу канала.
Радио је нацрте млинова, ваљаоница и справа које се покрећу помоћу притиска воде, но пошто је желео да му позив буде сликарство, много је изучавао сликање о природи, а понекад је правио и моделе у земљи, преко којих је стављао наквашене и премазане земљом крпице... Осим тога, сликао је и на хартији тако пажљиво и савршено да још нико није постигао ту тананост. И тако је свакодневно радио моделе и нацрте показујући како се са лакоћом могу отклонити сметње планина и пробијањем тунела спојити две долине, како се помоћу завртња, чекрка и полуга могу подизати и померати врло велики терети, пронашао је и начин чишћења пристаништа и цеви за извлачење воде са ниских места, јер овај ум никада није престајао да машта, његови цртежи тих замисли и изума, од којих сам и ја многе видео, расути су по нашој уметности...
У време када је умро Ђовани Галеато, војвода од Милана, кога је наследио Лодовико Сфорца, 1494. године, доведу Леонарда, већ на гласу, у Милано да свира војводи који је много уживао у музици на лири. Леонардо је понео овај инструмент, изграђен његовом руком, великим делом у сребру и у облику коњске лобање - необична и нова ствар која је давала хармоничнији и звучнији тон. Стога је Леонардо победио све музичаре који су се овде окупили да свирају. Осим, тога, био је најбољи импровизатор стихова у своје доба. Кад је чуо диван начин Леонардовог излагања, војвода се толико одушевио његовим врлинама да је то било готово невероватно. На његово тражење Леонардо је за олтар изградио слику рођење Христово коју је војвода послао цару.
Израдио је такође у Милану у манастиру доминиканске браће Санта Марија дела Грација и једну Тајну вечеру - врло лепо и изванредно дело...
Сјајем свог лика (Леонардо) изванредне лепоте разведравао је сваку ожалошћену душу, а његове речи су убеђивале и најупорнији дух. Својом снагом задржавао је сваки разбуктали бес, а десном руком савијао је алку на зиду или коњску потковицу, као да су од олова. Дарежљиво је окупљао и гостио сваког човека, био он сиромашан или богат, само ако је имао духа и врлине. Украшавао је и улепшавао сваку и најнечаснију и најоголелију собу и најмањим својим делом, зато је Фиренца заиста добила велики поклон Леонардовим рођењем док је његовом смрћу бескрајно изгубила. У сликарству је пронашао нов начин рада уљаним бојама додајући извесне тамне тонове, помоћу којих су модерни сликари дали многе снаге и рељефности својим фигурама. У вајарству се огледао са три фигуре у бронзи које се налазе изнад врата цркве Сан Ђовани са северне стране, а које је израдио Ђовани Франческо Рустичи по замисли Леонардовој, ова су дела рађена по најлепшем цртежу и тако одливена да се до данас тако нешто није видело.
Леонардо нам је оставио анатомију коња и још савршенију анатомију човека...

### Ђорђо Вазари - О Микеланђеловој статуи Давид
... Стога је Микеланђело израдио модел у воску, приказавши као симбол борца једног малог Давида са праћком у руци, да оном који управља овим градом указује како треба жестоко да га брани и да буде праведан, као што је и Давид бранио свој народ и управљао праведно, а започео га је у старатељству цркве Санта Марија дел Фјоре, где је направио радионицу, затворивши је потпуно даскама и окруживши мермер да га нико не би видео, стално радећи привео је то дело крају са највећим савршенством...
Догодило се међутим да је Пјер Содерини (управник Фиренце) коме се много свидео Давид кад га је видео постављеног, рекао Микеланђелу, док га је овај на неким местима дотеривао, да му се чини да је нос на кипу превелик. Микеланђело је приметио да се гонфалонијер (управник) налази испод џина и да му поглед оданде не допушта да утврди право стање, али да би га задовољио, попе се на скелу, која је била у висини рамена узевши на брзину у леву руку длето и мало праха од мермера, који се налазио на даскама скеле, он поче олако да удара длетом пуштајући помало прах и не дирнувши нос. Затим погледавши доле у правцу гонфалонијера који је посматрао рече: "Погледајте га сада". "Мени се више свиђа" рече гонфалонијер, "Оживели сте га". Микеланђело сиђе, пун сажаљења према људима који се праве да разумеју а и сами не знају шта говоре...

### Ђорђо Вазари - О Мона Лизи
Примио се Леонардо да Винчи да за Франческа Ђоконда изради портрет његове жене Мона Лизе и, мада је радио четири године, није успео да га заврши, ово се дело налази код француског краља Франсоа I у Фонтенблоу (дворац код Париза).
Онај ко жели да види у којој уметност може подражавати природу лако ће то разумети на овој слици, овде су изражене и најмање појединости које се могу насликати само великом вештином. Очи имају сјај и влажност живих бића, а окружене су црвенкастомодром бојом и трепавицама, што се може извести само крајњом тананошћу. И обрве су израђене лично, и као да длаке расту из меса, негде гушће а негде ређе, распоређене према порама коже, тако да изгледају не може бити природније. Нос са оним лепим ружичастим и нежним отворима изгледа као у живог човека. Мало отворена уста, која се својим крајевима и црвенилом спајају са бојом лица, остављају утисак истинитог меса и крви а не боје. У удубљењу на врату пажљиви посматрач ће приметити куцање жиле куцавице, и заиста се може рећи да је ова слика насликана тако да ће пред њом задрхтати и узмаћи сваки одважнији уметник или било ко други. Леонардо је прибегао и овом начину рада, како је Мона Лиза била врло лепа он је за време сликања окруживао разним свирачима, певачима и лакрдијашима који су је увесељавали да би се избегао онај меланхолични израз, обично неизбежан на портретима, на Леонардовој слици је осмех толико пријатан да изгледа пре божански него људски, и због тога је портрет ове жене сматран изванредном творевином, јер она ни у животу није изгледала друкчија...

### Ђорђо Вазари - О Микеланђелу Буонаротију
Микеланђело Буонароти је био много предан уметности, видевши да му је свака ствар, ма колико била тешка, полазила за руком, јер је од природе имао изванредан дар и способност за те узвишене цртачке вештине. Да би се што више усавршио, често се бавио анатомијом, сецирајући лешеве, да би видео склоп и везе костију, мишића, нерава, вена, различите покрете и све положаје тела, и не само код људи него и код животиња. Иако је био богат, живео је као сиромах, никада или врло ретко позивао је неког пријатеља да једе са њим и није желео да прима поклоне, јер му се чинило да би се увек осећао обавезан према ономе ко би му нешто поклонио. Због те умерености био је увек врло свеж и мало је спавао...
Микеланђело је имао добро памћење. Када би само једном видео нечије одело, он би га запамтио веома тачно и користио се њиме а да то нико никада није приметио. Никада није направио ниједно дело које би се подударало с другим, јер се сећао свега шта је радио.
Поред свега тога, он је налазио задовољства у дружењу са извесним људима по своме укусу, као што је био Менигела из Валдарна, осредњи и незграпни сликар, али врло пријатан човек, који је понекад долазио код Микеланђела да затражи цртеж за Св. Рока или Св. Антонија, које је он онда малао за сељаке. Микеланђело је био тежак када је требало радити за краљеве, али је у овом случају пристајао одмах, остављајући сваки посао и цртао би једноставне цртеже, који су одговарали начину и жељи овог сликара. Између осталог, молио га је да му изради модел за једно распеће, које је било врло лепо, а према којем је Менигела израдио калуп и правио их од картона и других смеса, продајући их по селима, чему се Микеланђело много смејао...
Морам још рећи да је телесна конструкција тог човека (Микеланђела Буонаротија) била врло здрава, јер је био сув, жилав и мада је као дете био слабуњав, а као зрео човек прележао две озбиљне болести, подносио је увек сваки напор... Био је средњег раста, широких рамена, али врло сразмеран у осталим деловима тела... Лице му је било округло, чело четвртасто и пространо, са седам бора...

### Преводи Вазаријевог дела на српски језик
До сад су позната три издања, превода Иванке Јовичић, и то: (1) Београд, Култура, 1961; (2) Београд, Terra-press, Пирг, 1995, и (3) Београд, Libretto, 2000.

## Социјални статус
Вазари је уживао високу репутацију током живота која му је донела доста богатства. У родном Арецу је 1547. године саградио кућу (која је данас музеј у његову част), а зидове и сводове је украсио са сликама. Изабран је и у општинско веће свог родног града да би временом стигао до престижне функције гонфалонијера (заставник правде).
Током 1563. године, помогао је у оснивању "Академије уметности цртања" у Фиренци, заједно са великим војводом Козимом I и Микеланђелом као "вођом" институције и 36 уметника одабраних за чланове.

## Галерија
- Уфици колонада и лођа
- Вазаријева лођа у Арецу
- Започео је осликавање унтрашњости куполе Дуома
- Sala dei Cento Giorni - Palazzo della Cancelleria, Рим, 1547. година
- Sala dei Cento Giorni - Palazzo della Cancelleria - istoria, Рим, 1547. година